# Sofia Ledarp

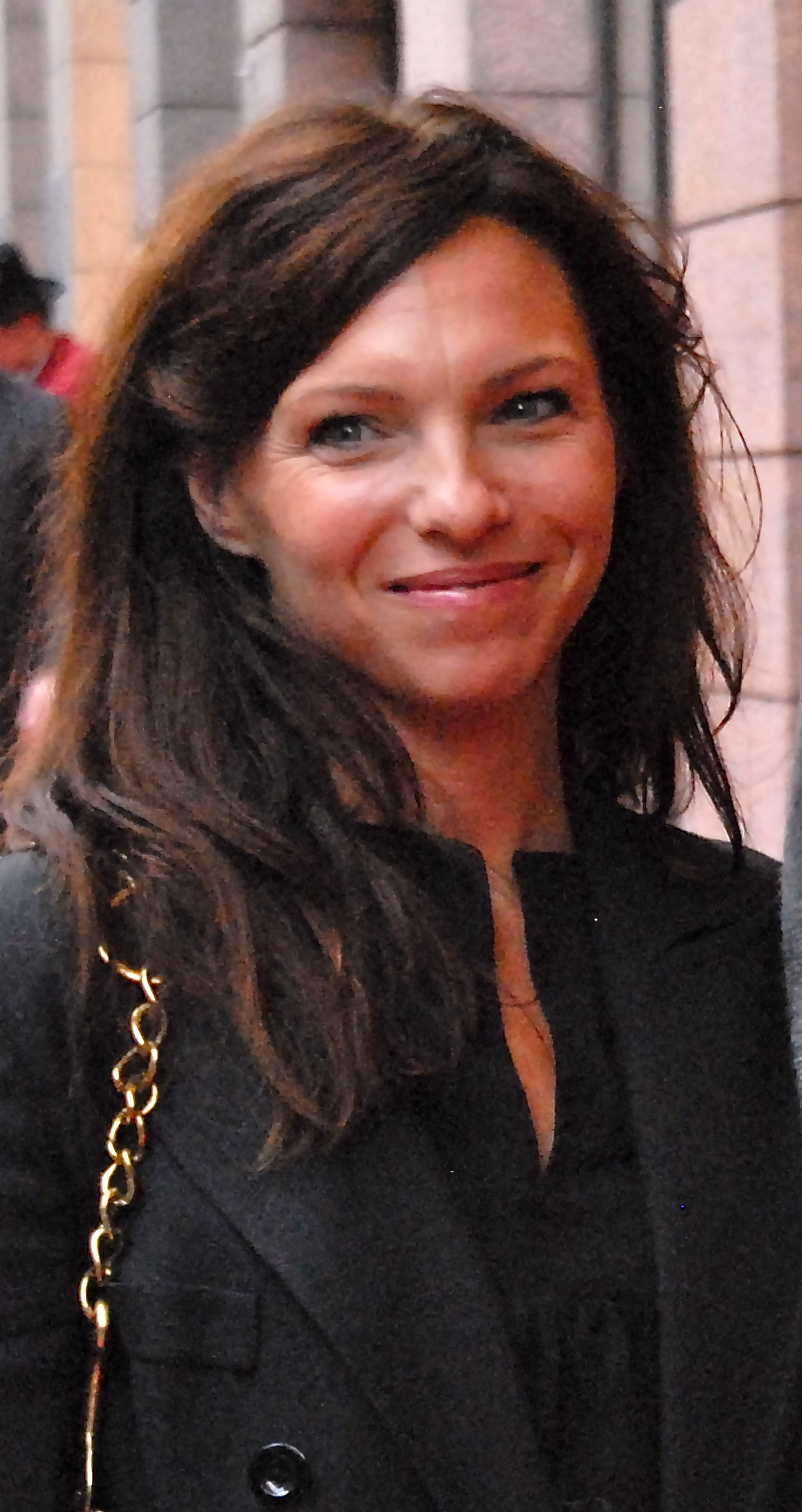
Sofia Ledarp (2011)

Sofia Marianne Ledarp (* 8. April 1974 in Hägersten, Stockholm) ist eine schwedische Schauspielerin.

## Leben und Karriere
Sofia Ledarp studierte vier Jahre an der Theaterakademie in Luleå, die sie 2000 erfolgreich abschloss. Daraufhin schlug sie eine Karriere als Theaterschauspielerin ein. Sie war unter anderem am Stockholmer Boulevardteatern, Orionteatern, dem Stadttheater und am Königlichen Dramatischen Theater zu sehen, wo sie in klassischen Inszenierungen wie Schillers Maria Stuart (2000) und August Strindbergs Meister Olof (2007), als auch zeitgenössischen schwedischen Stoffen wie Jösses flickor, återkomsten (2006) agierte.
Parallel zu ihrer Arbeit am Theater übernahm Ledarp ab 2004 Rollen in schwedischen Fernsehproduktionen. 2006 feierte sie ihr Kinodebüt mit einer Nebenrolle in der Tragikomödie Varannan vecka (2006). Der Durchbruch als Schauspielerin stellte sich 2007 durch ihre erste Hauptrolle in Åke Sandgrens Wen man liebt ein. In dem Drama ist sie als junge Lebensgefährtin von Rolf Lassgård zu sehen, die sich zu ihrem ehemals gewalttätigen Ex-Ehemann (gespielt von Jonas Karlsson) hingezogen fühlt, den sie Jahre zuvor bei der Polizei anzeigte. Der Part der fragilen und selbstzerstörerischen Lena brachte Ledarp 2007 den Darstellerpreis auf dem Copenhagen International Film Festival und dem Festival Cinéma Tout Ecran in Genf ein. 2008 wurde sie für ihre zweite Kinorolle mit dem wichtigsten schwedischen Filmpreis als Beste Hauptdarstellerin, dem Guldbagge, preisgekrönt. Im selben Jahr erhielt sie das renommierte Kurt-Linder-Stipendium, das für Filmschaffende unter 35 Jahre vergeben wird. Zu den früheren bekannten Stipendiaten gehören unter anderem Roy Andersson, Lasse Hallström, Lukas Moodysson oder Helena Bergström.
Nach dem Erfolg von Wen man liebt gehörte Ledarp 2008 zum Darstellerensemble der Fußball-Fernsehserie Häxdansen und dem TV-Mehrteiler Oskyldigt dömd, in dem sie unter anderem neben so bekannten Schauspielkollegen wie Maria Langhammer, Livia Millhagen, Mikael Persbrandt oder Helena af Sandeberg agierte. 2009 übernahm sie in den Verfilmungen von Stieg Larssons Kriminalromanen Verblendung, Verdammnis und Vergebung mit Michael Nyqvist und Noomi Rapace die wiederkehrende Rolle der Journalistin Malin Erikson. 2011 spielte sie die weibliche Hauptrolle in dem schwedischen Thriller Försvunnen.

## Theaterstücke (Auswahl)
- 1993: Trettondagsafton (Was ihr wollt)
- 2000: Maria Stuart
- 2006: Jösses flickor, återkomsten
- 2006: Alla mina söner
- 2007: Mäster Olof (Meister Olof)

## Filmografie (Auswahl)
- 2004: Om Stig Petrés hemlighet (Fernsehmehrteiler)
- 2005: Medicinmannen (Fernsehmehrteiler)
- 2006: Varannan vecka
- 2007: Wen man liebt (Den man älskar)
- 2008: Häxdansen (Fernsehmehrteiler)
- 2008: Der Kommissar und das Meer (Fernsehserie, Episode: An einem einsamen Ort)
- 2008: Vi hade i alla fall tur med vädret – Igen
- 2008–2009: Verdict Revised – Unschuldig verurteilt (Oskyldigt dömd, Fernsehserie)
- 2009: Verblendung (Män som hatar kvinnor)
- 2009: Verdammnis (Flickan som lekte med elden)
- 2009: Vergebung (Luftslottet som sprängdes)
- 2011: Night Hunt – Die Zeit des Jägers (Försvunnen)
- 2012: Hinsehäxan (Fernsehfilm)
- 2013: Der Kommissar und das Meer (Fernsehserie, Episode: In einer dunklen Nacht)

## Auszeichnungen
- 2007: Darstellerpreis des Copenhagen International Film Festival für Wen man liebt
- 2007: Darstellerpreis des Cinéma Tout Ecran für Wen man liebt
- 2008: Guldbagge für Wen man liebt (Beste Hauptdarstellerin)